# Giovanni Scanzi

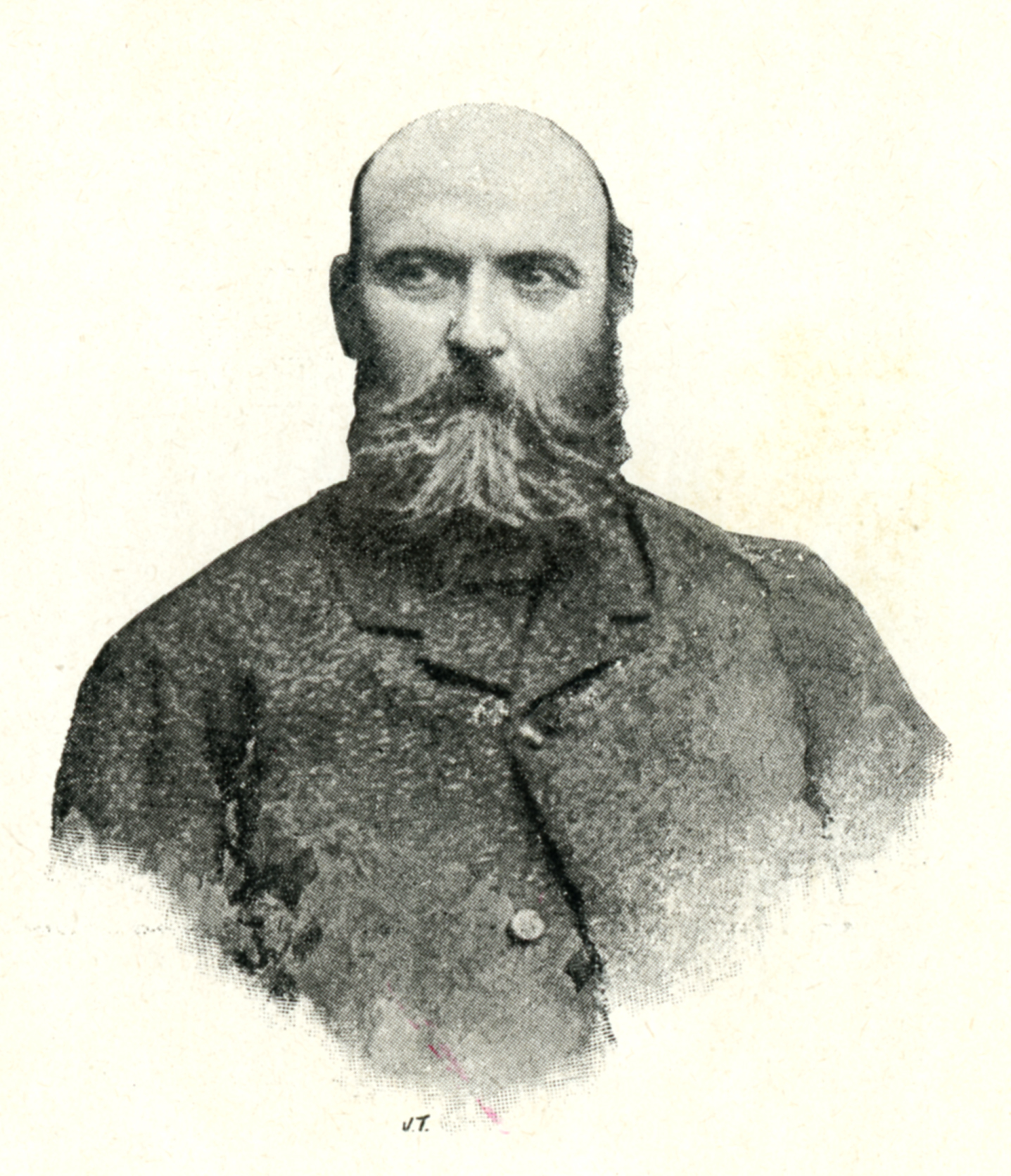
Giovanni Scanzi (ca.1895)

Giovanni Scanzi (Genova, 23 febbraio 1840 – Genova, 21 aprile 1915) è stato uno scultore italiano.

## Biografia
All'età di 12, Scanzi entrò nella bottega dello scultore Santo Varni, dove iniziò spolverando statue e gradualmente sviluppato le sue abilità. Varni era professore presso l'Accademia Ligustica, e incoraggiò il suo protetto all’inizio degli studi. Nel 1863 Scanzi vinse la pensione Durazzo, grazie alla quale poté andare a Roma a continuare 
gli studi. Lì incontrò Giulio Monteverde, anch’egli vincitore del premio di Roma. Dal 1879 al 1892, Scanzi fu professore all’Accademia Ligustica. Luigi Brizzolara, Eugenio Baroni e Francesco Messina furono tra i suoi studenti.

Le opere di Scanzi si possono trovare in tutta Genova, comprese le aree pubbliche, la Basilica di Santa Maria Immacolata, la Chiesa del Sacro Cuore e San Giacomo e altre chiese. Il Cimitero monumentale di Staglieno contiene circa 50 monumenti creati da Scanzi, tra cui le tombe di Carlo di G.B. Casella (1877), Giacomo Carpaneto (1886), Elisa Falcone (Cippo No.1024, 1893) e Giacomo Pastorino (1896).

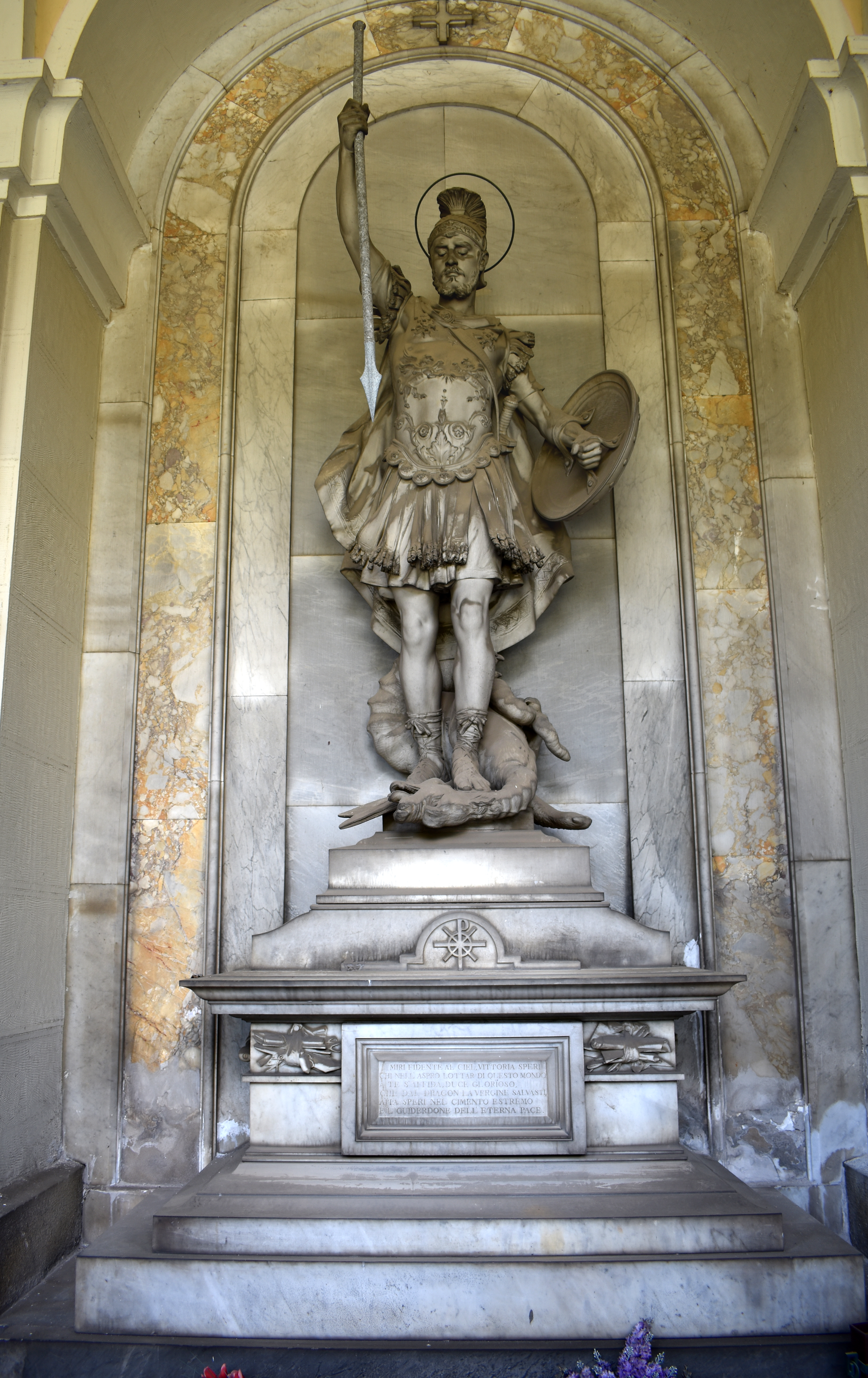
Tomba Giovanni Scanzi, Staglieno, Genova (realizzato dallo stesso Scanzi nel 1897)

Giovanni Scanzi morì a Genova il 15 aprile 1915.

## Elenco delle opere importanti[4][7][nota 1]

### Genova

#### Accademia Ligustica
- Busto di ragazza - Terracotta
- Giacomo Borgonovo - Busto, gesso
- Madonna delle Vigne - 2 bronzi. Studi per l'esemplare definitivo in argento inviato a Benedetto XV
- Busto di donna - Terracotta

#### Albergo dei poveri
- G. Polleri

#### Biblioteca Berio
- Ritratto di bambina
- L'orfana

#### Galleria dell'Arte Moderna, Musei di Nervi
- Come son contenta - 1884

#### Giardini dell'Acquasola
- Busto di Martin Piaggio - Viale 3 novembre

#### Ospedale di Pammattone
- B. Centurione

#### Villetta di Negro
- G.C. Abba

#### Già Circolo Filologico
- G. Leopardi

#### Palazzo Tursi
- Giuseppina Tollot

#### Stazione marittima
- Colonna Commemorativa della Spedizione dei Mille - Inaugurato il 5 maggio 1910, Ponte dei Mille

#### Chiesa dell'Immacolata
- S. Giuseppe - Secondo altare destro
- Abramo - Secondo altare destro
- David - Secondo altare destro
- S. Giorgio - Facciata (replica nella tomba di famiglia)
- Vergine - Cupola

#### Chiesa di San Giacomo di Carignano
- Statua del Sacro Cuore - Facciata, Bronzo dorato, 1912

#### Cimitero di Staglieno
- Giovanni Battista Barbieri - 1875 (Porticato Superiore ponente, cippo 172)
- Nicola Bertollo (Bertollo-Ferralasco) - 1915 (Prima Galleria Frontale, Nicchione IV)
- Giacomo Borgonovo - 1897 (Porticato Inferiore Levante, Nicchione XXXIX)
- Domenico Bozzano - 1875
- Angela Maria Capurro, Giuseppina Grillo - 1876
- Ada Carena - 1880 (Boschetto irregolare, Cippo 454)
- Giacomo Carpaneto - 1886 (Porticato Inferiore Levante, Nicchione CII)[8]
- Carlo di G.B. Casella - 1877 (Porticato inferiore)
- Colomba Cassanello, vedova Bottaro - 1876 (Porticato Superiore Ponente, Cippo nº 208)
- Edoardo Cipollina - 1907
- Giuseppe Costa
- Giuseppina Palau Costa - 1878
- Luigi Croce - 1891
- Adelaide Dapino
- Della Torre - 1905
- Cesare Dellepiane
- Gerolamo Durazzo
- Elisa Falcone - 1893 (Porticato Inferiore Levante. Cippo nº 1024)
- Luigi Faveto - 1888 (Porticato Superiore Levante, Cippo nº 440)
- Giuseppe Ferraro - 1869
- Emanuele Ferrea - 1905
- Famiglia Ghilino - 1890 (Porticato Inferiore Levante, Nicchione CI)[8]
- Giovanni Giazotto - 1898 (Porticato Inferiore Levante, Cippo nº 1367)
- G.B. Granara - 1882 (Porticato Superiore Levante. Cippo)
- Giuseppina Grillo - 1874 (Porticato Superiore Levante, N.XXI)
- Michele Lavagnino - 1905
- Michele Marré - 1884
- Grillo Vittoria Marré - 1870
- G.B. Montano - 1873
- Stanislao Morasso - 1906 (1902? Galleria semicircolare)
- Luigi Oviglio - 1903
- Luigi Parodi - 1914
- Giacomo Pastorino - 1896
- Agostino e Maria Pavese - 1866 (1885? Porticato superiore levante)
- Carlo Peri - 1900, Boschetto irregolare
- Ester Piaggio - 1885 (Porticato Superiore Levante, Nicchione XX)
- Tommaso Piccardo - 1904
- Bo Pasquale Podestà - 1875
- Alvigini Emilia Romanengo - 1900
- Scanzi - 1897 (Porticato Inferiore, Nicchione LXXXIV)
- Giuseppe Sebastiano - 1908
- G.B. Semino - 1878
- Antonio Villa - 1905
- Giovanni Battista Villa - 1903
- Wuy Calderoni (Porticato Inferiore Levante, Cippo nº 289)

Orto Botanico dell'Università di Genova
- Busto di Thomas Hanbury - 1892 (bronzo)Full text of "Atti del Congresso botanico internazionale di Genova 1892"

### Savona

#### Zinola
- Viglienzoni Angelo - 1911

### Imperia
Ventimiglia
Giardini Botanici Hanbury
- Busto di Thomas Hanbury - 1892 (marmo)[9]

### Perugia
- Cesaroni

## Galleria d'immagini nel Cimitero monumentale di Staglieno

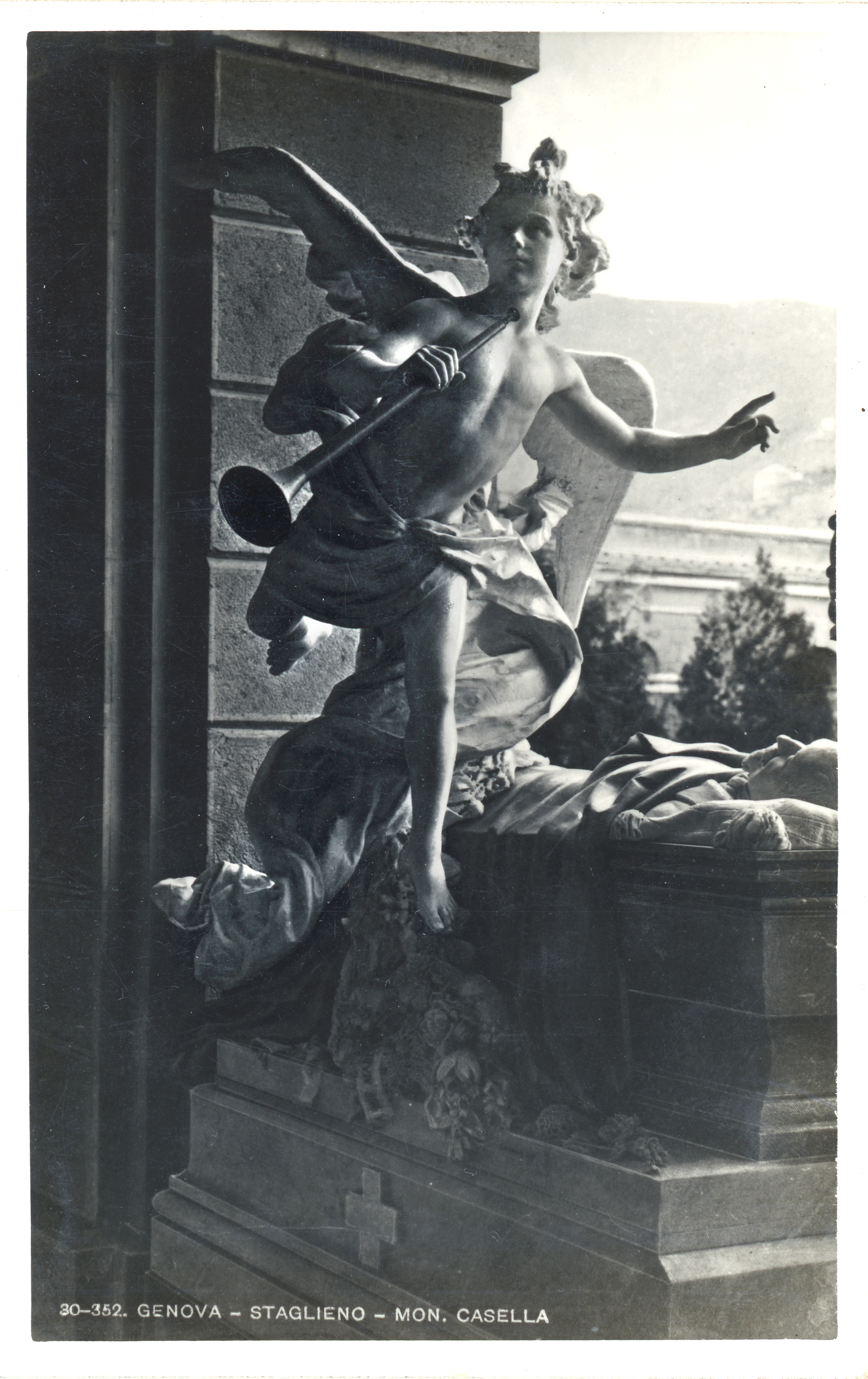
Tomba Carlo di G.B. Casella, Staglieno, Genova (immagine di cartolina precoce)
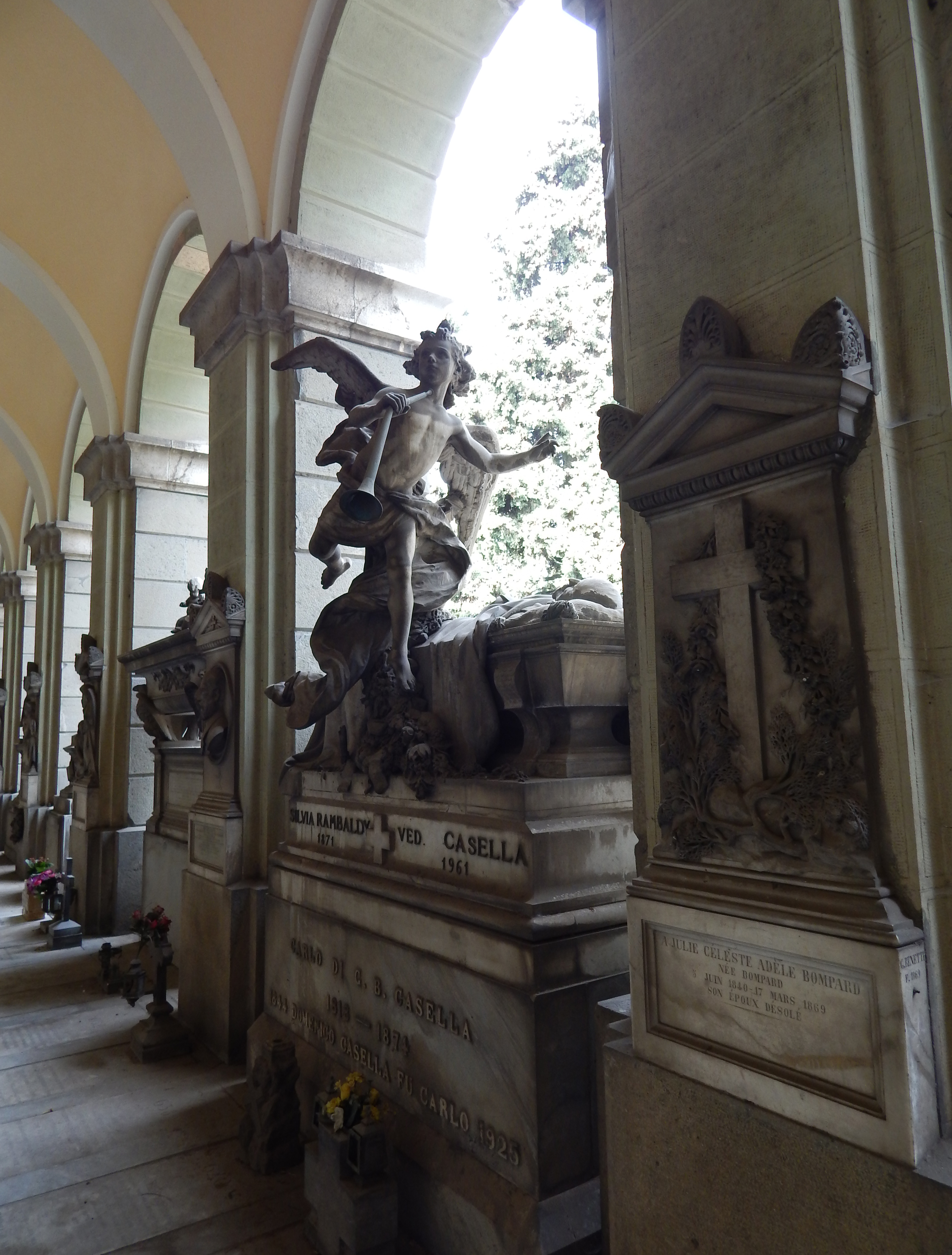
Tomba Carlo di G.B. Casella, Staglieno, Genova (prima del 2018 restauro)
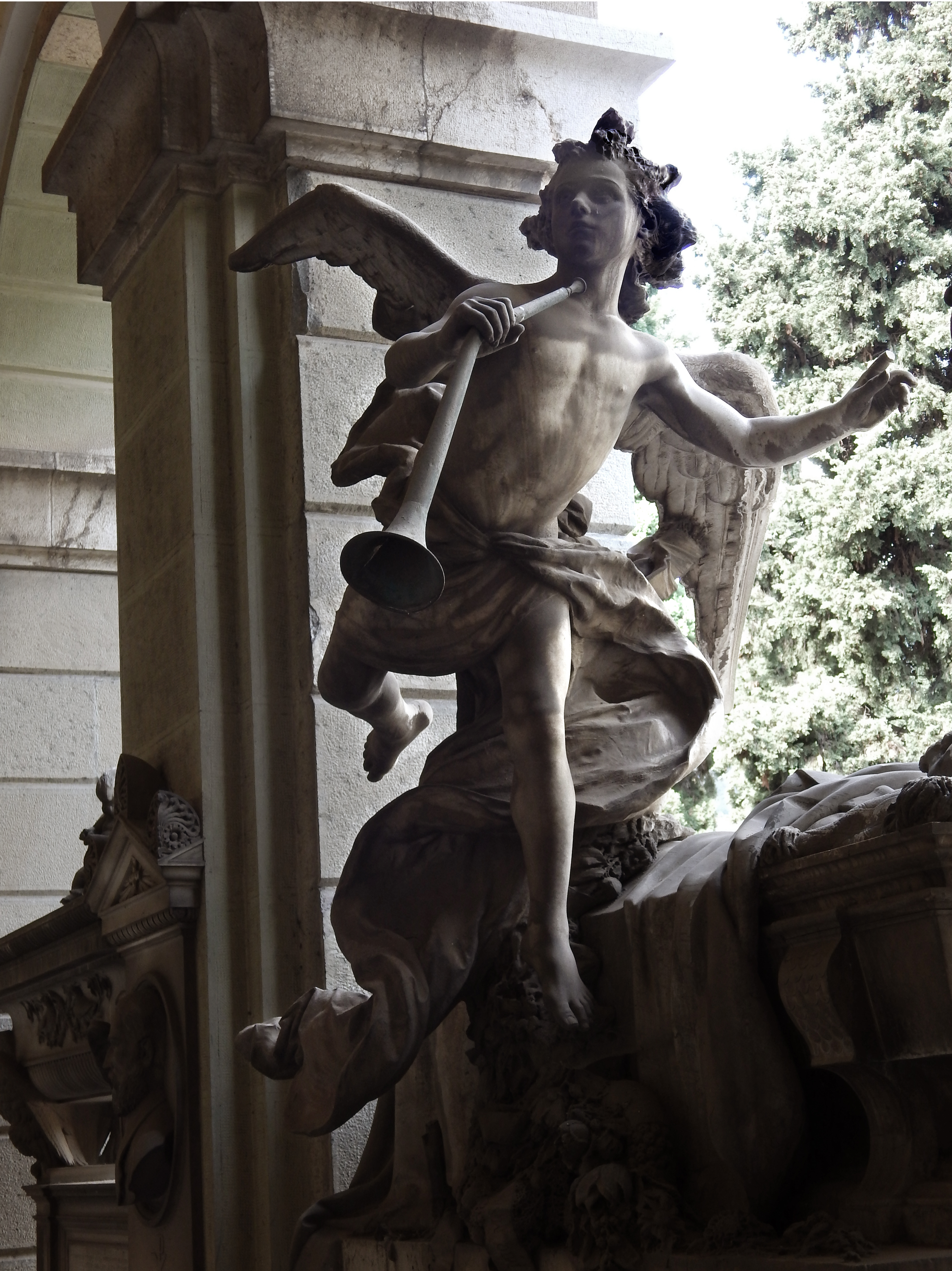
Tomba Carlo di G.B. Casella, Staglieno, Genova (prima del 2018 restauro)
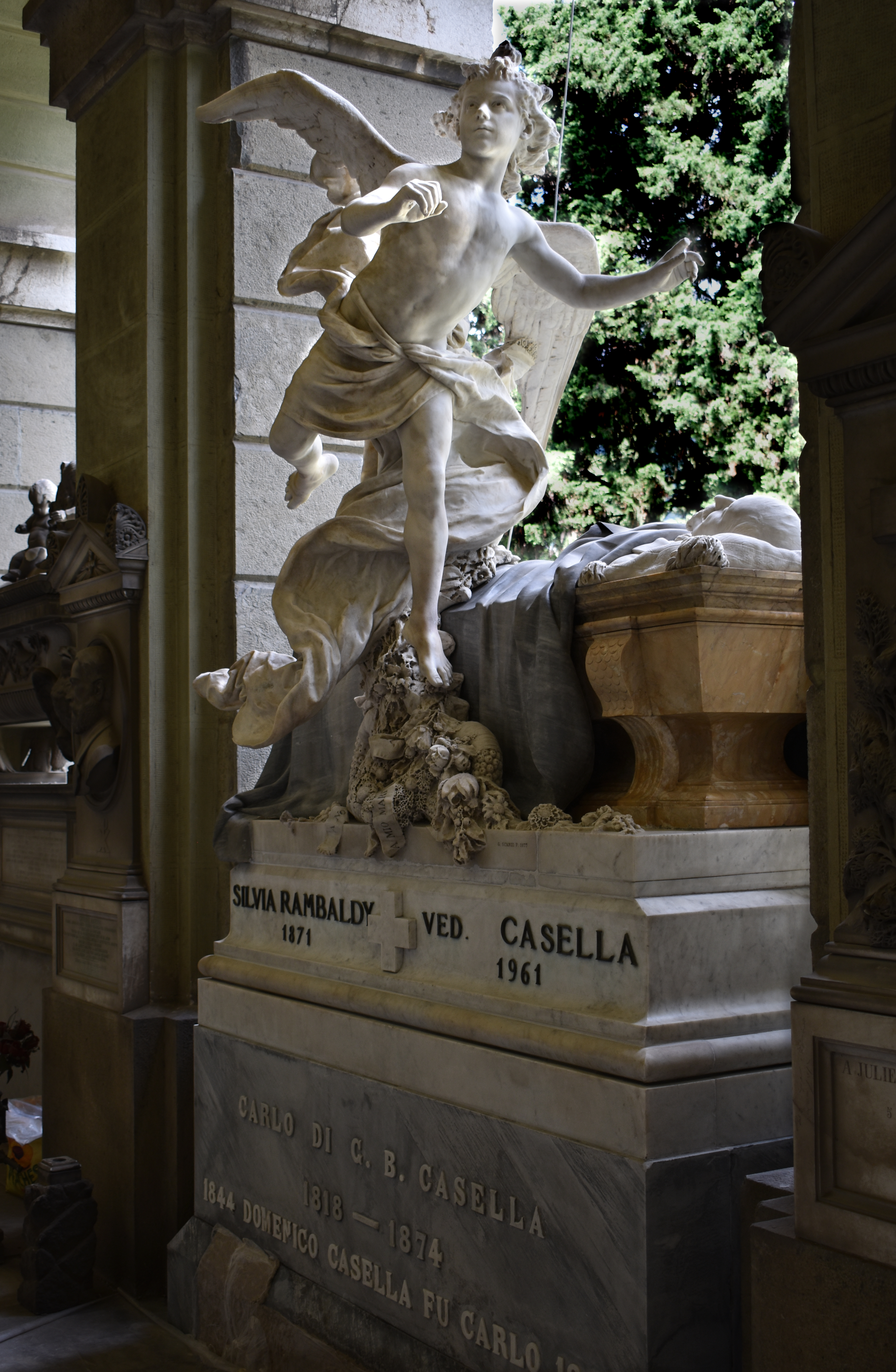
Tomba Carlo di G.B. Casella, Staglieno, Genova (dopo il 2018 restauro)
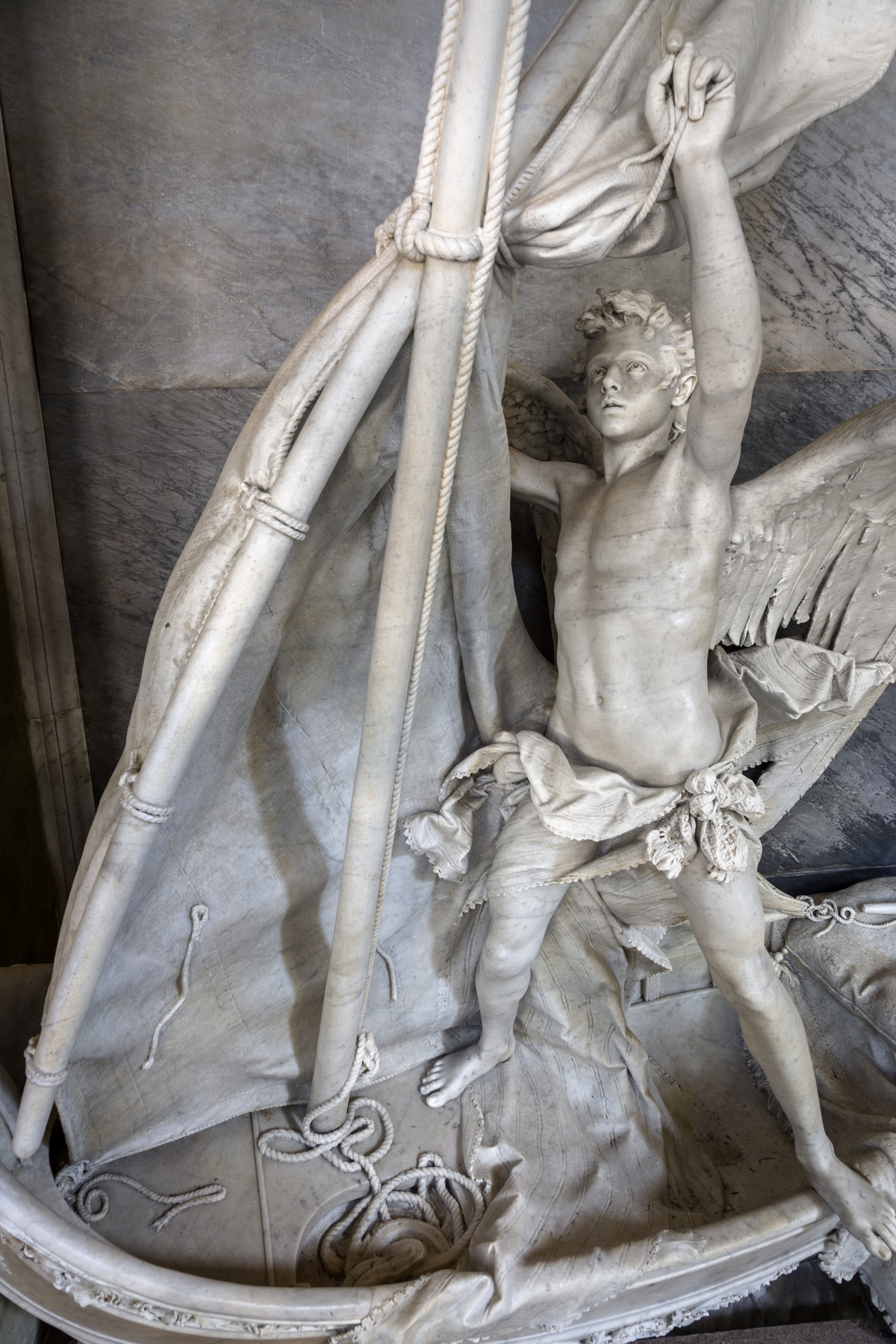
Angelo Nocchiero, Monumento Carpaneto, Staglieno, Genova (dopo il 2016 restauro)
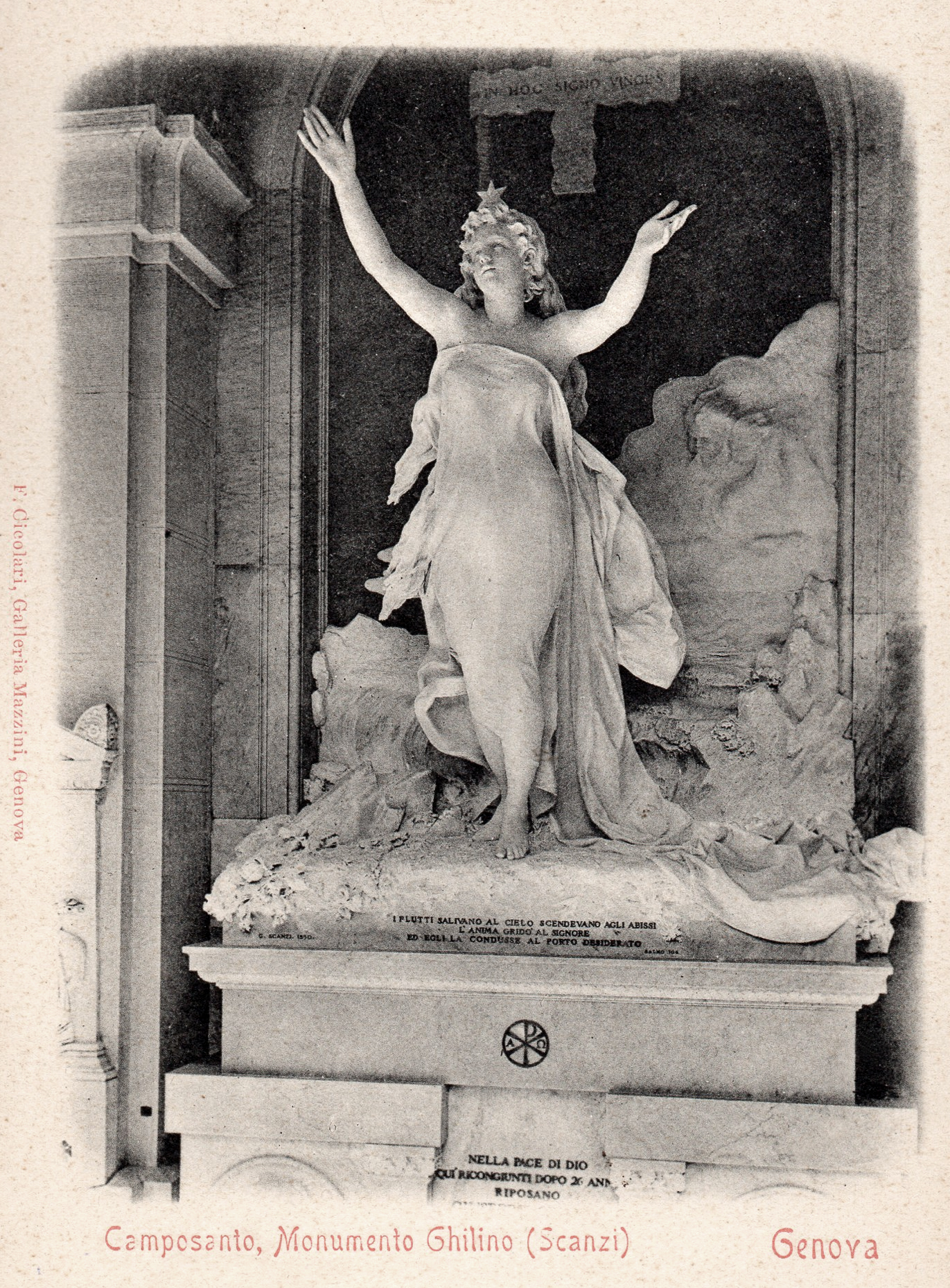
Monumento Famiglia Ghilino, Staglieno, Genova (fotografia precoce)
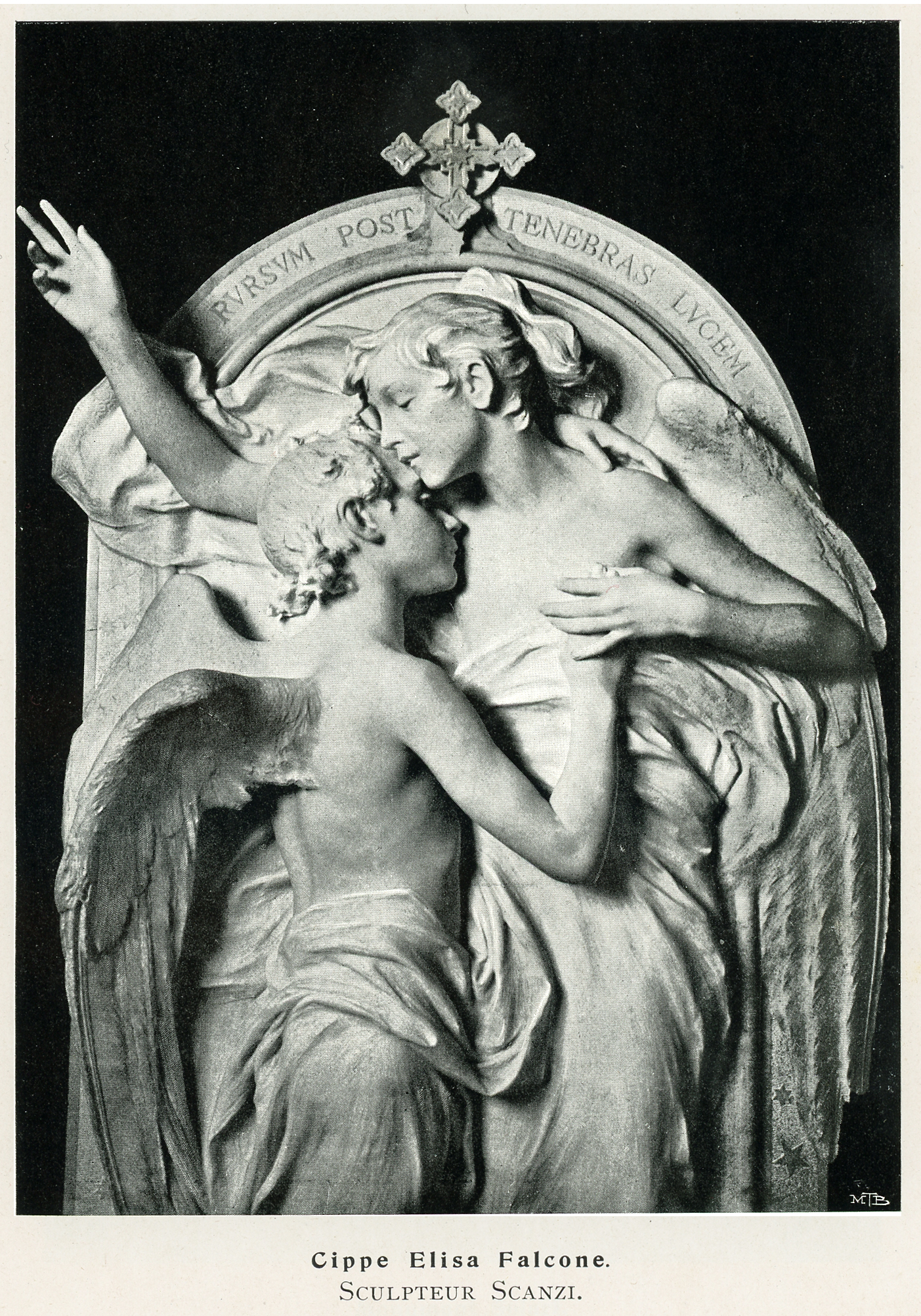
Cippo di Elisa Falcone, Staglieno, Genova (modello in gesso originale dell'artista)
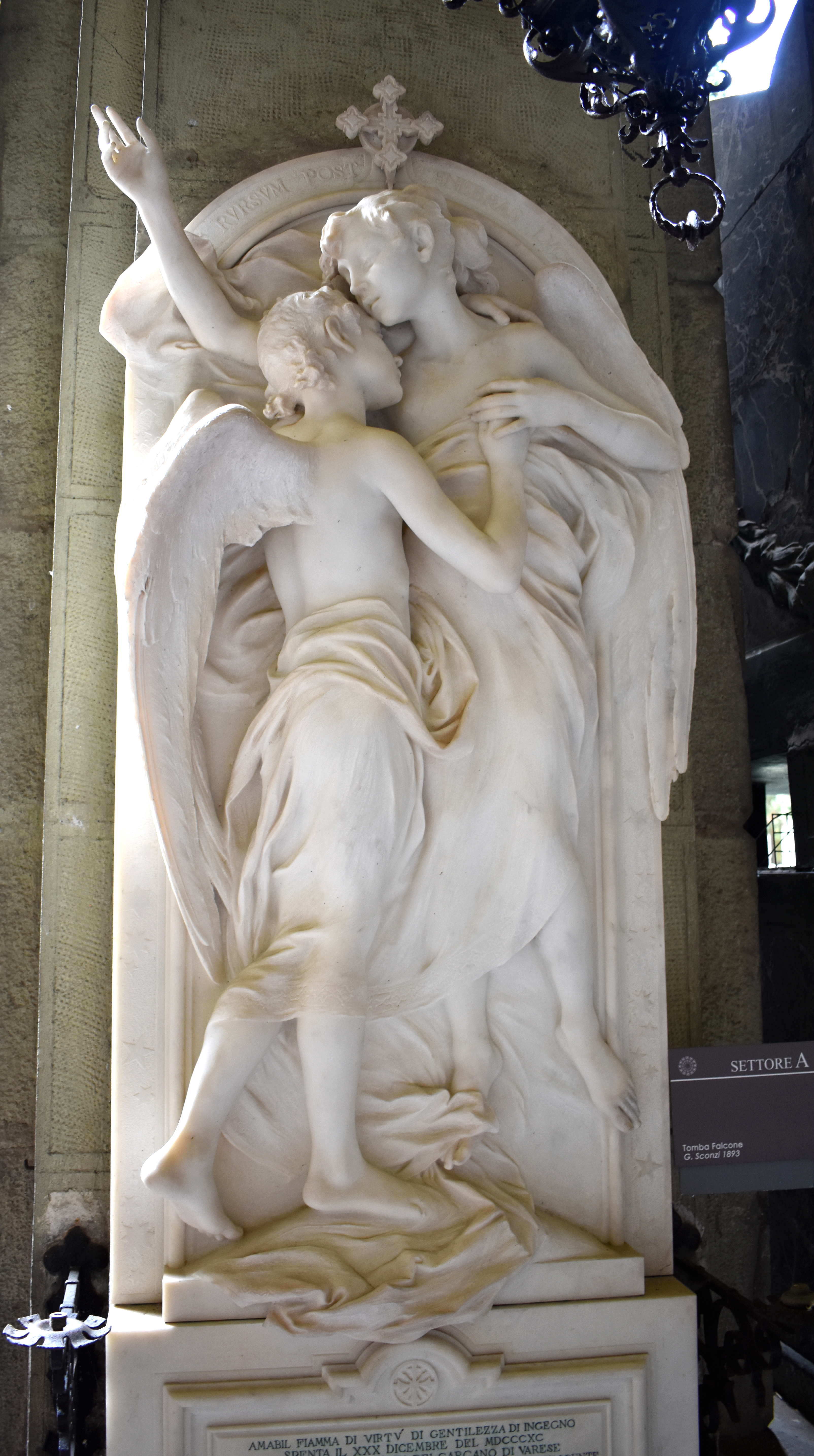
Cippo di Elisa Falcone, Staglieno, Genova (dopo il 2017 restauro)
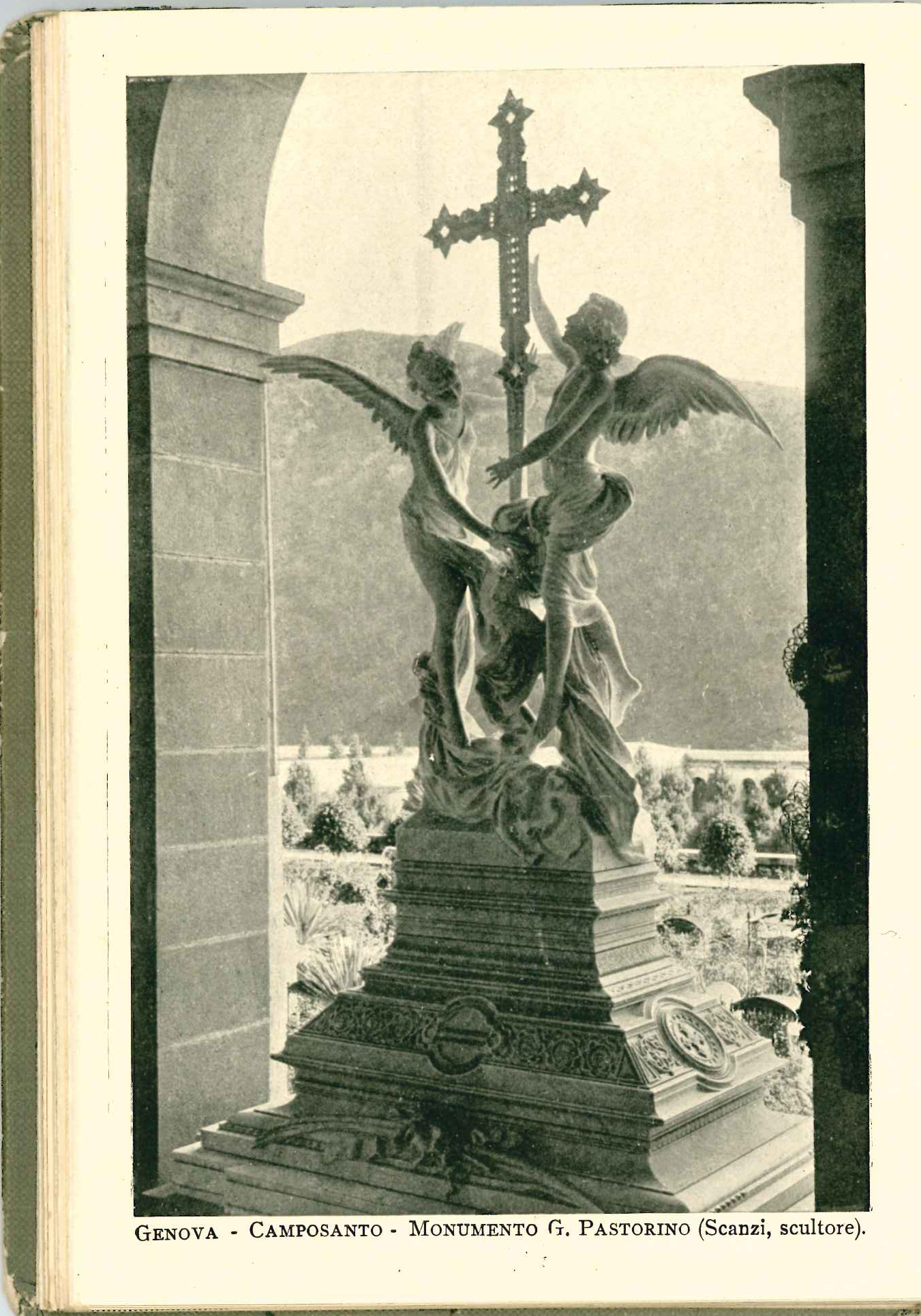
Monumento Giacomo Pastorino, Staglieno, Genova (fotografia precoce)
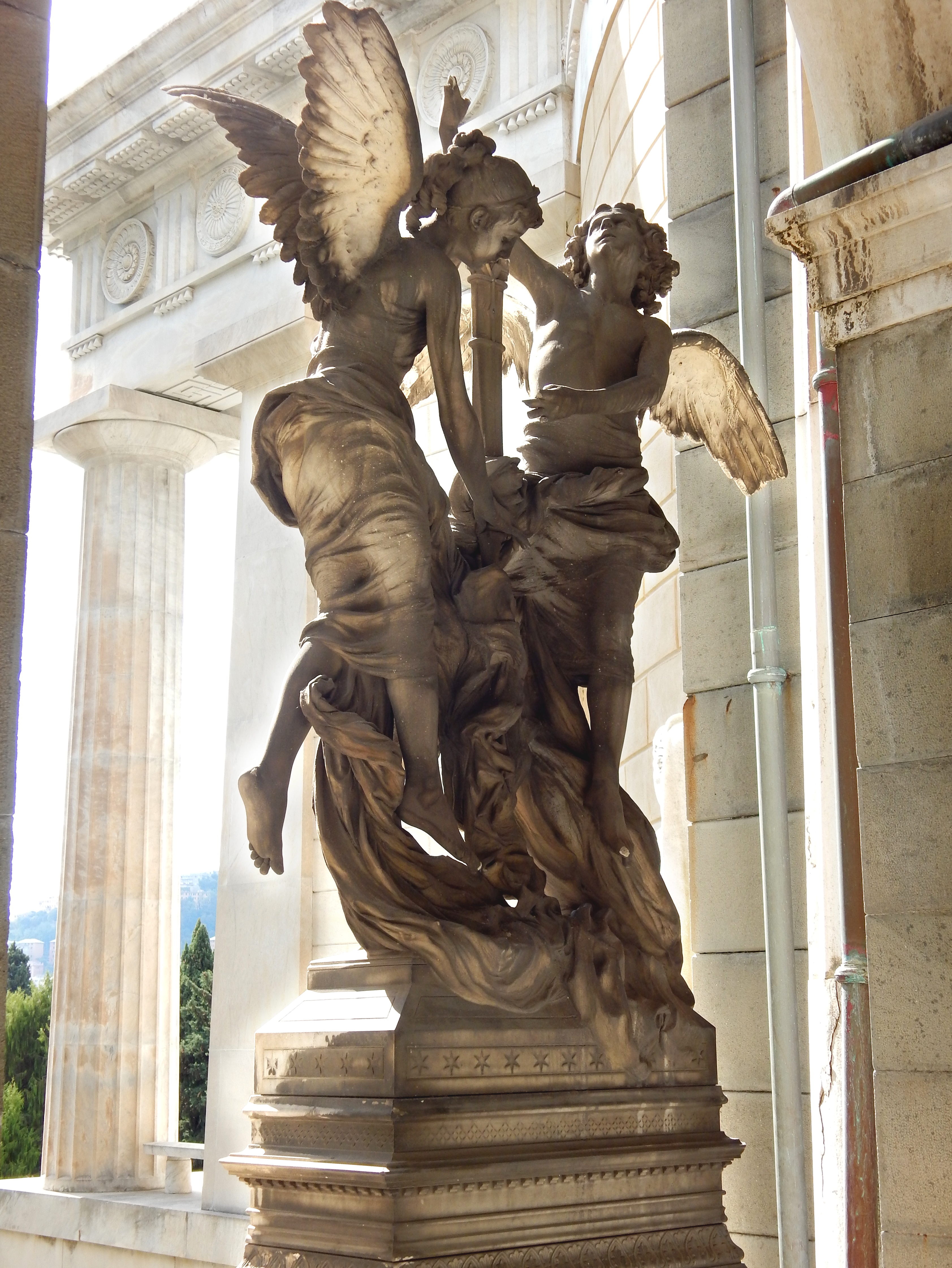
Monumento Giacomo Pastorino, Staglieno, Genova
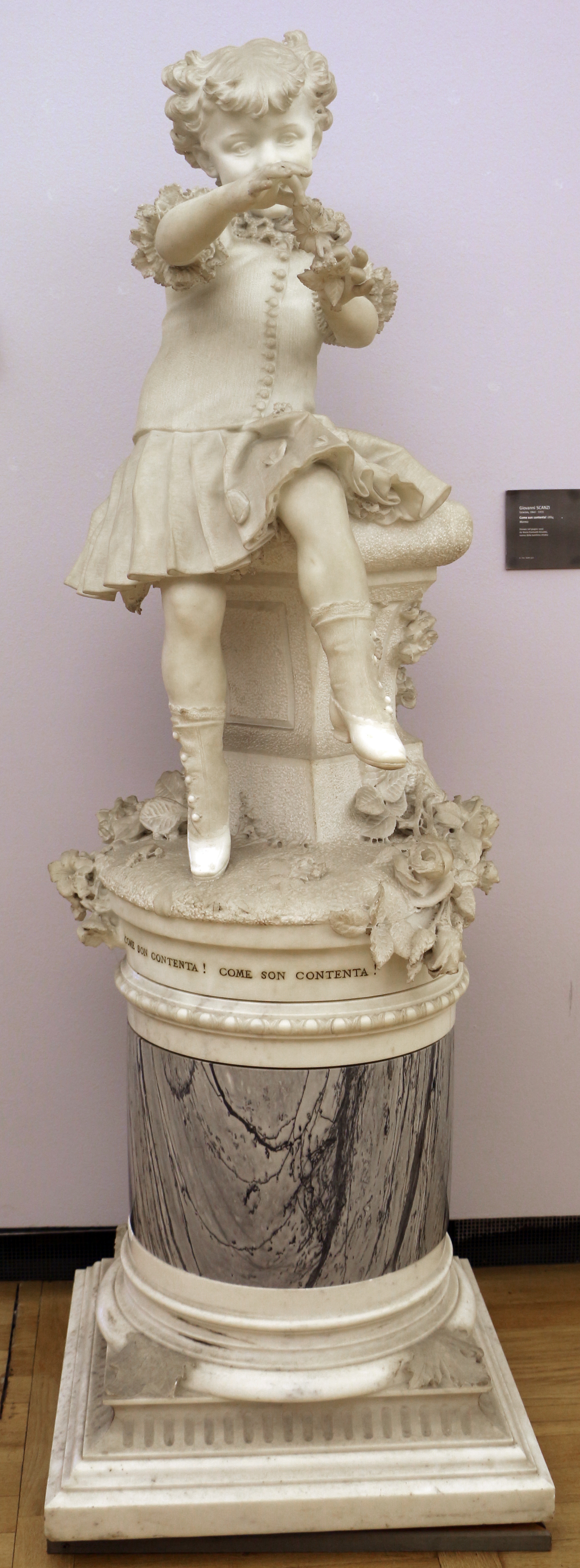
Come son contenta (1884), Musei di Nervi

### Annotazioni
1. ↑  L'elenco delle opere fuori di Staglieno deriva principalmente da un articolo originariamente pubblicato su mpigrieco.altervista.org, firmato da "M.P., 2004". Una versione precedente dell'articolo sullo stesso sito è stata firmata "Giuseppe Giovanni Battista Cattaneo", uno studioso indipendente residente in Italia. L'articolo contiene un vasto elenco di riferimenti. Questo articolo ora è stato spostato in: Giovanni Scanzi, scultore genovese (recuperato il 25 aprile 2021).

### Fonti
1. ↑  Nuovi toponomi genovesi - Vico Giovanni Scanzi, Genova Rivista Municipale, Anno XVII, No.9, Settembre 1937, p.41
2. ↑  Resasco, Ferdinando. Staglieno Camposanto. Milano: Stabilimenti Menotti Bassani & C., 1904, pp.53-54
3. ↑  Marchetti, Rita Nello. Caterina e l'Angelo: Il volto popolare e l'anima nobile del Cimitero di Staglieno. Genova: Erga edizioni, 2014, pp.70-74
4. 1 2   Cattaneo, Giuseppe Giovanni Battista, Giovanni Scanzi, scultore, su mpopus.it. URL consultato il 25 aprile 2021.
5. ↑  A.F.I.M.S. (EN) Fletcher Memorial, 1896, su staglieno.com., retrieved 26 June 2017
6. ↑  Resasco, Ferdinando. Staglieno Camposanto. Milano: Stabilimenti Menotti Bassanti & C., 1904, pp.19-31
7. ↑  Sborgi, Franco. (1997) Staglieno e la scultura funeraria Ligure tra Ottocento e Novecento. Torino: Artema Verlag, p.415
8. 1 2  Resasco, Ferdinando. La Necropoli di Staglieno. Genova: Stabilimento Fratelli Pagano, 1900, pp.39,98
9. ↑   Giardini Botanici Hanbury, su giardinihanbury.com.